# Соня Джонсон
Соня Джонсон  (англ. Sonja Johnson, 14 грудня 1967) — австралійська вершниця, олімпійська медалістка.

## Виступи на Олімпіадах
| Олімпіада  | Дисципліна           | Місце |
| ---------- | -------------------- | ----- |
| Пекін 2008 | триборство, особисті | 10    |
| Пекін 2008 | триборство, командні | 2     |